# Бурштынская городская община
Бурштынская городская общи́на (укр. Бурштинська міська громада) — территориальная община в Ивано-Франковском районе Ивано-Франковской области Украины.
Административный центр — город Бурштын.
Население составляет 24195 человек. Площадь — 201,8 км².

## Населённые пункты
В состав общины входят 1 город (Бурштын) и 18 сёл:
- Бовшев
- Выговка
- Демьянов
- Диброва
- Заднестрянское
- Заливки
- Коростовичи
- Куничи
- Куропатники
- Насташино
- Новый Мартынов
- Озеряны
- Риздвяны
- Сарники
- Слобода
- Старый Мартынов
- Тенетники
- Юнашков